# Зимницька Слобода
Зимницька Слобода (рос. Зимницкая Слобода) — присілок в Дубровському районі Брянської області Російської Федерації.
Населення становить 648 осіб. Входить до складу муніципального утворення Рековицьке сільське поселення.

## Історія
Від 2005 року входить до складу муніципального утворення Рековицьке сільське поселення.

## Населення
| 2010 | 2013 |
| ---- | ---- |
| 656  | ↘648 |